# Will Haven
Will Haven sind eine US-amerikanische Metalcore-Band mit Einflüssen aus dem Post-Metal, die 1995 in Sacramento, Kalifornien gegründet wurde.

## Bandgeschichte
Im Sommer 1997 veröffentlichte man mit El Diablo die erste CD der Band. Danach spielte Will Haven in den USA und in einigen europäischen Ländern unter anderem mit den Deftones, Tura Satana, Far, Slipknot und Limp Bizkit zusammen. Insbesondere in Großbritannien wurde die Band populär.
Nach einem Jahr voller Konzertreisen erschien mit WHVN im Sommer 1999 das zweite Album. Nachdem dieses in den Zeitschriften Kerrang! und Alternative Press positiv besprochen wurde, ging die Band erneut mit bekannteren Gruppierungen wie Soulfly, Fear Factory und Slipknot auf Tour.
Kurz darauf mussten sich Will Haven auf die Suche nach einem neuen Schlagzeuger machen und fanden diesen in Mitch Wheeler. Es folgte die dritte CD Carpe Diem (2001). Zeitgleich erscheint ein über Trainwreck Productions gedrehter Videoclip zum Lied Carpe Diem, in welchem dem Deftones-Sänger Chino Moreno eine Hauptrolle zukommt.
Nach ein paar Konzerten in den USA und im Vereinigten Königreich spielte die Band zum vorerst letzten Mal im Jahr 2002. Ein Jahr später, kurz vor der Auflösung der Band, erscheint die DVD Foreign Films, auf der man das komplette letzte Konzert und Filmmaterial von den letzten Konzerten sehen kann.
Nach dem Ende der Band traten die Mitglieder in andere Projekte ein: Ghostride, The Abominable Iron Sloth und Death Valley High entstehen.
Ende 2005 meldeten sich Will Haven wieder zurück, kurz darauf spielte die Band live in den USA, im März 2006 in Großbritannien. Unterdessen arbeiteten die Mitglieder an einem neuen Album. Darauf nicht zu hören war Grady Avenell, der seinen Rücktritt aus der Band erklärt hatte. Ersetzt wurde Avenell durch einen langjährigen Freund der Band, Jeff Jaworski von Red Tape.
Will Haven spielten im Folgenden erneut als Vorband der Deftones auf deren Europa-Tour.
Das vierte volle Album der Band The Hierophant erschien am 19. Juni 2007 über Bieler Bros. (u. a. Nonpoint, Skindred und SikTh). Produziert wurde es von Shaun Lopez (Ex-Far, The Revolution Smile) und Chino Moreno.
2009 kehrte Sänger und Gründungsmitglied Avenell zurück zur Band. 2011 folgte mit Voir Dire ein weiteres Studioalbum, 2015 veröffentlichte die Band mit Open the Mind to Discomfort eine EP. Das sechste Studioalbum Muerte erschien 2018, gefolgt von VII im Jahr 2023.

## Diskografie
- 1996: Will Haven (EP)
- 1997: El Diablo
- 1999: WHVN
- 2001: Carpe Diem
- 2003: Foreign Films (DVD)
- 2004: Will Haven (EP-Remastered)
- 2007: The Hierophant
- 2011: Voir Dire
- 2015: Open the Mind to Discomfort (EP)
- 2018: Muerte
- 2023: VII